# サマンタ
サマンタ（Samantha、1987年4月28日 - ）は、インドのテルグ語映画、タミル語映画で活動する女優。これまでにフィルムフェア賞 南インド映画部門、ナンディ賞、タミル・ナードゥ州映画賞、南インド国際映画賞を受賞している。2010年に『Ye Maaya Chesave』で女優デビューしてフィルムフェア賞 南インド映画部門新人女優賞を受賞し、2012年には『Neethaane En Ponvasantham』『マッキー』でフィルムフェア賞のテルグ語映画部門、タミル語映画部門で主演女優を受賞して人気女優の地位を確立し、その後は『Dookudu』『ジャスミンの花咲く家』『Attarintiki Daredi』『カッティ 刃物と水道管』『火花 Theri』『24』『A Aa』『マジック』『ランガスタラム』『伝説の女優 サーヴィトリ』『Super Deluxe』『Majili』などのヒット作に出演した。2021年にはAmazon Prime Videoの配信ドラマシリーズ『ファミリー・マン』でフィルムフェアOTT賞 ドラマシリーズ主演女優賞を受賞している。

## 生い立ち
1987年4月28日にジョセフ・プラブ（テルグ系アングロ・インド人）とニネッティ・プラブ（マラヤーリ）の娘として生まれ、幼少期をチェンナイのパラヴァラムで過ごした。彼女はタミル語とテルグ語に堪能で、2人の兄（ジョナス、デーヴィド）がいる。成長後はホリー・エンジェルズ・アングロ・インディアン・ハイアー・セカンダリースクールを経てステラ・マリーズ・カレッジに進学し、商学の学位を取得している。大学卒業後はモデル活動を始め、モデル活動を通してラヴィ・ヴァルマンと知り合い、映画界に進出するきかっけとなった。

## キャリア

### 女優

#### 2010年 - 2012年
2010年にガウタム・ヴァスデーヴ・メーナンの『Ye Maaya Chesave』で女優デビューした。同作は『Vinnaithaandi Varuvaayaa』と同時並行で製作され、ガウタム・ヴァスデーヴ・メーナンとA・R・ラフマーンの初コラボレーションが公開前から話題となった。サマンタはオーディションを経て2009年8月から撮影に参加し、インドとアメリカ合衆国で撮影された後、2010年2月26日に公開された。彼女は監督のガウタム・ヴァスデーヴ・メーナンについて「女優としての自分を形作るために重要な役割を果たしてくれました。彼は台詞のないシーンでも、スクリーンで自然に、そしてのびのびと振る舞うための方法を私に教えてくれたのです」と語っている。同作ではハイデラバードに暮らすトマス派教徒のマラヤーリ女性ジェシーを演じ、ナーガ・チャイタニヤ演じる主人公との恋愛模様が描かれた。彼女の演技は批評家から高い評価を得ており、フィルムフェア賞 テルグ語映画部門主演女優賞にノミネートされたほか、フィルムフェア賞 南インド映画部門新人女優賞とナンディ賞 審査員特別賞を受賞している。また、『Vinnaithaandi Varuvaayaa』にもカメオ出演し、両作とも成功を収めたことで彼女は人気女優の地位を確立した。同年には世界古典タミル会議2010のプロモーションソング「Semmozhiyaana Thamizh Mozhiyaam」のミュージックビデオにも出演している。
続いて出演した『Baana Kaathadi』ではアダルヴァーと共演した。同作は『Ye Maaya Chesave』『Vinnaithaandi Varuvaayaa』と同時期に出演契約を結んでいたが、製作の遅れから2作よりも公開がずれ込んでいる。サマンタは国立ファッション工科大学の学生役を演じている。同年8月にはラヴィ・ヴァルマンの『Moscowin Kavery』に「ヤショーダ」の芸名で参加していた。ラヴィ・ヴァルマンは彼女を起用した理由について、「サマンタが出演したコマーシャルを見た後、3分で彼女を起用することに決めた」と語っており、さらに「彼女は知性と可能性を秘めた女性」と評し、その存在感をレーヴァティと比較している。同作は2007年8月から撮影が始まったが、契約の関係でラヴィ・ヴァルマンが撮影監督としてほかの企画に参加したこともあり『Moscowin Kavery』は開発地獄に陥り、2010年8月にようやく公開された。批評家からの評価は芳しくなかったものの、サマンタの演技は「映画にとって唯一のハイライトだった」と評価されている。2008年8月にはナレーン主演の『Pookada Ravi』の出演契約を結んでいる。2010年10月にはヴァムシー・パイディパッリの『ブリンダーヴァナム 恋の輪舞』でN・T・ラーマ・ラオ・ジュニア、カージャル・アグルワールと共演し、短い出演シーンながら彼女の演技は高い評価を得ている。
2011年はマヘーシュ・バーブ主演の『Dookudu』に出演し、彼女にとって最も成功を収めたテルグ語映画の一つとなった。彼女の演技について『ザ・タイムズ・オブ・インディア』は「プラシャーンティ役の登場シーンは長くなかったものの、サマンタは美しい外見と、素晴らしい仕事を私たちに見せてくれた」と批評しており、サマンタはフィルムフェア賞テルグ語映画部門主演女優賞にノミネートされた。続いて出演したタミル語映画『Nadunisi Naaygal』では精神病院の患者役を演じ、『Ekk Deewana Tha』ではカメオ出演している。このうち『Nadunisi Naaygal』はテルグ語で吹き替えられ、『Eera Gulabeelu』としても公開されている。この間にマニラトナムの『Kadal』、シャンカルの『マッスル 踊る稲妻』の出演契約を結んだが、皮膚病が悪化したため両作とも降板し、2012年下半期のうち2か月間は女優業を休止していた。同年7月にはS・S・ラージャマウリの『マッキー』でスディープ、ナーニと共演し、ナーニ演じる主人公ジャニの恋人ビンドゥ役を演じた。同作ではCGIで合成されたハエと会話するシーンが大半を占めたため、「想像力を膨らませて共演シーンを演じる必要があった」と彼女は語っている。また、撮影現場では明度の強い照明を使用していたことで皮膚に火傷を負うなど「ストレスフルな現場だったが、満足できる作品だった」とも振り返っている。『マッキー』はタミル語に吹き替えられ『Naan Ee』として公開され、高い評価を得ている。サマンタの演技について、『ザ・ヒンドゥー』は「サマンタは与えられた役の中で、才能を開花させた」、『Idlebrain.com』は「彼女は恋人と死別した女性役を完璧に演じ切り、成功の道を歩み続けている」、『Sify』は「愛、恐怖、不安といった繊細な表現が映画の中で上手く描かれており、彼女は美しい姿を示し、完璧に役柄を演じ切ってくれた」とそれぞれ批評している。同作は12億5000万ルピーの興行収入を記録するヒット作となり、複数の言語で吹替版が製作された。
『マッキー』公開後、サマンタはガウタム・ヴァスデーヴ・メーナンが手掛ける多言語恋愛映画でヒロインのニティヤー役を演じ、タミル語版の『Neethaane En Ponvasantham』ではジーヴァー、テルグ語版の『Yeto Vellipoyindhi Manasu』ではナーニ、ヒンディー語版の『Assi Nabbe Poorey Sau』ではアディティヤ・ロイ・カプールとそれぞれ共演したが、メーナンは『Ekk Deewana Tha』が興行的に失敗したことを受け、撮影の6割が終了していた『Assi Nabbe Poorey Sau』の企画を中断した。これらの映画は学生時代から始まり、20代の恋人の間に訪れる3つの転機を描いている。サマンタは出演に際し、「メーナン監督は私と仕事を共にすることを望んでいると確信していたので、オファーがきた時にすぐに快諾しました。また、キャラクターが直面する状況や性格に共感する部分がたくさんあり、ニティヤーは私にとても似ていると感じています」と語っている。また、タミル語版ではよりキャラクターに実感を与えるため、自ら吹き替えを担当している。テルグ語版とタミル語版は2012年12月に公開され、『Neethane En Ponvasantham』は興行成績も批評家からの評価も平均的なものだったが、サマンタの演技は高い評価を得た。彼女の演技について『ザ・ヒンドゥー』は「彼女は今年のタミル語映画の女性主人公の中で、おそらく最高の演技を見せてくれた。それは、不器用なティーンエイジャーから、エゴに打ち勝つことができない大人への見事な変貌ぶりという姿である」、『CNN-IBN』は「サマンタが小学生から大人に変貌する姿は見ているだけで楽しいものだ」、『Rediff.com』は「彼女は可愛らしく優雅であり、恋する少女の感情を見事に表現している。特に学校のシークエンスでは、その華奢な肩で映画を支えている」とそれぞれ批評している。一方、『Yeto Vellipoyindhi Manasu』は批評的・興行的に成功を収め、サマンタも演技を絶賛された。彼女の演技について『ザ・ヒンドゥー』は「彼女は一躍有名になったジェシー（『Ye Maaya Chesaave』）の演技から歩みを進め、キャラクターの複雑な性格を上手く表現している」、『ザ・タイムズ・オブ・インディア』は「サマンタは作家のパトロンとなる役を見事に演じ切っている」とそれぞれ批評している。また、第60回フィルムフェア賞 南インド映画部門では『Neethane En Ponvasantham』『マッキー』の演技が評価され、タミル語映画部門とテルグ語映画部門の両方で主演女優賞を受賞し、2部門の主演女優賞を同時に受賞したのは第40回フィルムフェア賞 南インド映画部門のレーヴァティ以来20年振りの出来事である。また、このほかにヴィジャイ・アワード、サントーシャム南インド映画賞、CineMAA賞でも主演女優賞を受賞している。

#### 2013年 - 2018年

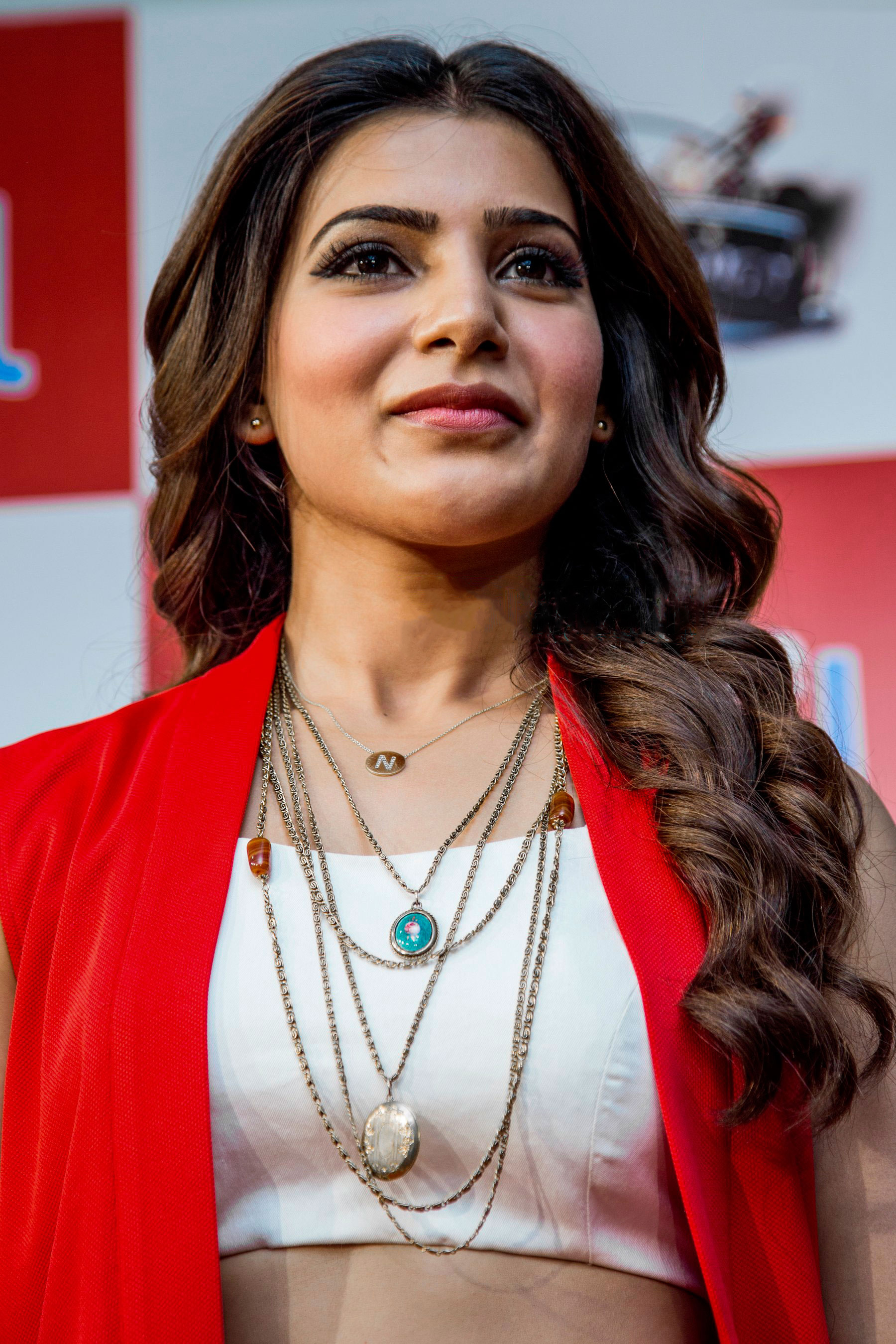
『10 Enradhukulla』予告編公開イベントに出席するサマンタ（2015年）

デビュー以来、サマンタは強烈な個性を持つキャラクターを演じることが多かったが、2012年以降はこういった役柄を演じる機会は少なくなり、男性主人公の活躍を主軸にした大作映画への出演が増えていった。2013年は『ジャスミンの花咲く家』でマヘーシュ・バーブ、ヴェンカテーシュ・ダッグバーティと共演し、映画は批評家から好意的な評価を得ており、同時に興行的な成功を収めた。彼女の出演時間は主演男優たちと比較して少なかったものの、『CNN-IBN』からは「サマンタは華麗さを捨て、演技重視の役柄を手際よく、いとも簡単にこなす姿は歓迎するべきことだ」と評価している。シッダールト主演の『Jabardasth』ではウェディングプランナー役を演じたが、興行成績は振るわなかった。一方、サマンタについては「彼女の演技は日ごとに上達しており、スクリーンで彼女を見るのは実に楽しい」と評価されている。続いて出演した『Attarintiki Daredi』ではパワン・カリヤーンと共演し、2013年で最も高い興行収入を記録した作品の一つとなった。彼女の演技について『Rediff.com』は「出番が少なく、やることもほとんどないにもかかわらず、サマンタは自信に満ちているようだった」と批評しており、同時に南インド国際映画賞とサントーシャム南インド映画賞の主演女優賞を受賞し、フィルムフェア賞テルグ語映画部門主演女優賞にノミネートされた。続いて出演した『Ramayya Vasthavayya』は興行的に失敗しており、サマンタについては「彼女はもっと扱いのよい役で、もっと素晴らしい映画に出演するべきだ」と批評されている。
2014年は『Manam』で母親と大学生という二役を演じて高い評価を得た。同作サマンタはフィルムフェア賞テルグ語映画部門主演女優賞にノミネートされたほか、南インド国際映画賞 テルグ語映画部門審査員選出女優賞を受賞している。このほかに『Autonagar Surya』『Alludu Seenu』『Rabhasa』にも出演したが、批評家からは「彼女は魅力的な人形として契約させられているようだ。以前は様々な姿を私たちに見せてくれたが、最近は魅力的なプロップであることを求められているかのような小さな役柄しか演じておらず、そこから抜け出せないでいる」と指摘されている。このうち『Alludu Seenu』に出演した理由について、サマンタは「『Jabardasth』で体調不良に陥った私のために撮影を延期してくれたベラムコンダ・スレーシュへの返礼だった」と語っている。この年は2本の大作タミル語映画に出演し、タミル語映画を代表する監督・俳優と仕事を共にした。N・リンガサーミの『Anjaan』ではスーリヤと共演したが、興行成績は振るわず、批評家からも酷評されている。また、彼女の演技については「必要不可欠なクレイジーガールの役柄を堂々と演じている」と批評されている。一方、A・R・ムルガダースの『カッティ 刃物と水道管』ではヴィジャイと共演し、批評家から高い評価を受け、興行的にも成功を収めた。彼女の演技については『Rediff.com』から「この映画で彼女に求められていたのは、ただ微笑んで可愛らしく振る舞うことだけだった」と酷評されたものの、フィルムフェア賞タミル語映画部門主演女優賞にノミネートされた。『S/O Satyamurthy』ではアッル・アルジュンと共演し、批評家からは「彼女は優雅に役柄を演じている」「与えられた役柄を上手く演じている」と評価されている。
2015年はヴィクラム主演の『10 Endrathukulla』に出演し、従来の役柄と異なる地方暮らしの女性を演じたが、批評家からは「終盤を除き、サマンタは何のインパクトも残さなかった」と酷評された。多くの批評家は『Anjaan』『カッティ 刃物と水道管』と同様にサマンタの役柄が「愚鈍な女性」であることを批判し、『Sify』からは「サマンタのキャラクターは、ある地点を越えると、はっきり言って鬱陶しい存在になる」と酷評されている。その後に出演した『Thanga Magan』ではダヌシュと共演し、批評家から演技を絶賛された。彼女について『デイリー・ニュース&アナライシス』は「タミル語映画の出演作の中で初めて家庭的な妻という役柄を演じた彼女は、この映画が可愛らしさを重視したテンプレートな役柄から演技重視の役柄への脱却を果たす最初の作品になったことだろう」、『Sify』は「非常に印象的な役柄だった」、『シルヴァースクリーン』は「彼女はこれまで出演した作品の中でも、頭一つ抜きんでた演技を見せてくれた」とそれぞれ批評している。
2016年は『Bangalore Days』をリメイクした『バンガロール・デイズ』に出演し、オリジナル版でニティヤ・メーノーンに相当するキャラクターを演じている。アトリーの『火花 Theri』ではヴィジャイと共演し、『DNAインディア』からは「サマンタは医師、恋人、母親といった数々の表情を見せ、素晴らしい仕事で輝きを放っている」、『ビハインドウッズ』からは「『火花 Theri』は、サマンタにとって最高の作品の一つになるだろう。彼女は医師役として、魂のこもった演技を見せてくれた」とそれぞれ批評された。『火花 Theri』は『カッティ 刃物と水道管』の記録を塗り替えて歴代タミル語映画興行成績の最高額を更新している。続いて出演した『24』ではスーリヤ演じる主人公の想い人を演じ、『Sify』から「コメディシーンを非常に上手く演じている」と批評された。また、興行的にも成功を収め、『ザ・ヒンドゥー』はサマンタが立て続けにヒット作に恵まれていることから「映画界のトップに上り詰めた」と指摘している。マヘーシュ・バーブ主演の『Brahmotsavam』は興行的に失敗し、トリヴィクラム・シュリーニヴァースの『A Aa』では批評的・興行的な成功を収め、強権的な母親の支配からの脱却を図る主人公アナスーヤ・ラーマリンガム役を演じたサマンタは高い評価を得ており、『ニュー・インディアン・エクスプレス』は「『A Aa』は間違いなくサマンタの映画だった。最初から最後まで彼女は素晴らしい演技を見せてくれ、十分な登場時間さえ与えられれば、何ができるかを証明してくれた」、『ザ・ヒンドゥー』は「サマンタは久し振りに十分な登場時間と輝きを取り戻した。彼女は母親の影を引きずる23歳の弱々しさ、高慢さ、頑固さを難なく演じている。まさに彼女が誇る役柄だ」、『ボリウッドライフ』は「彼女のひたむきな演技は、このロマンティック・コメディにとっての命であり、同時に魂だった」、『DNAインディア』は「サマンタとニティーンの演技は、何日先も人々から賞賛されることだろう」とそれぞれ批評している。また、興行成績も好調で、サマンタは同作でフィルムフェア賞テルグ語映画部門主演女優賞を受賞している。その後に出演したコラターラ・シヴァの『ジャナタ・ガレージ』も興行的な成功を収め、彼女の演技も「小さな役柄にもかかわらず、彼女は見事な演技を見せてくれた」と評価されている。アトリーの『マジック』ではヴィジャイと共演して演技を絶賛されたほか、この年のタミル語映画で最も高い興行収入を記録した作品の一つとなり、200カロール・クラブ入りを果たした。
2018年はスクマールの『ランガスタラム』に出演し、同作は歴代で最も高い興行収入を記録したテルグ語映画の一つとなった。続けて出演した『Irumbu Thirai』『伝説の女優 サーヴィトリ』も上映日数が100日間を越えるヒット作となった。このうち『ランガスタラム』ではフィルムフェア賞テルグ語映画部門主演女優賞にノミネートされ、『伝説の女優 サーヴィトリ』ではフィルムフェア賞 テルグ語映画部門助演女優賞にノミネートされた。また、ブーミカー・チャーウラー、アーディ・ピニシェッティと共演した『U Turn』でも演技を高く評価されている。

#### 2019年 - 現在
2019年は韓国映画『怪しい彼女』をリメイクした『Oh! あやしいベイビー』に出演し、興行収入4億ルピーを記録するヒット作となった。サマンタの演技について『ファーストポスト』は「キャリアの中で最高の演技」、『インディアン・エクスプレス』は「サマンタは若さが持つ可能性、老いの苦しみ、老人の欲望や不満に対する社会の無関心を反映するキャラクターを演じ、成功を収めている」とそれぞれ批評している。続けて出演した『Majili』ではナーガ・チャイタニヤと結婚後初めて共演し、両作での演技は批評家から絶賛された。『'96』をリメイクした『Jaanu』では批評家から高い評価を得ており、2021年にはアッル・アルジュン主演の『プシュパ 覚醒』の挿入曲「Oo Antava Oo Oo Antava」でアイテム・ナンバーを務めた。
2020年に『Bigg Boss』の特別回で司会を務め、続いて『Sam Jam』でも司会を務めている。2021年にはAmazon Prime Videoの配信ドラマシリーズ『ファミリー・マン』でマノージュ・バージペーイーと共演し、彼が演じる主人公と敵対するタミル・イーラム解放のトラの指導者ラージャラクシュミ・シェーカラン役を演じた。サマンタは同作の演技を称賛され、フィルムフェアOTT賞 ドラマシリーズ主演女優賞を受賞している。2022年にはヴィグネーシュ・シヴァンの『2つの愛が進行中』でナヤンターラ、ヴィジャイ・セードゥパティと共演し、『Yashoda』では主演を務めた。2023年はグナシェカールの『Shaakuntalam』に出演するが、興行成績は芳しくなかった。また、ヴィジャイ・デーヴァラコンダと共演した『Kushi』も興行的に失敗に終わっている。

### 慈善活動

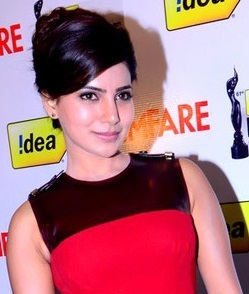
第61回フィルムフェア賞 南インド映画部門の写真撮影に参加するサマンタ（2014年）

サマンタは慈善活動にも積極的に参加しており、エンドースメントなどで得た収益をNGO団体のプラティユシャ・サポート慈善信託に寄付している。この慈善信託は2012年にサマンタが立ち上げた団体であり、この年に15日間病床に伏した際に「社会に何か恩返しをしたい」という気持ちが起きたことが、団体立ち上げのきっかけになっている。病状の回復後、彼女は友人である医師3人のサポートを受けて、女性と子供の医療支援を行うことを目的としたプラティユシャ・サポート財団を創設し、同財団に全面的な資金援助を行っている。2013年8月には財団の知名度向上を目的としたファンドレイジングを実施し、私物や出演作の記念品をオークションに出品している。また、2014年には重篤な病気を患っている子供の願いを実現するプログラムを実行し、子供たちが飛行機に搭乗したり、タージ・マハルを訪問するための資金を提供したほか、子供たちが憧れている俳優と面会する機会をセッティングした。このほか、血友病の啓蒙活動にも積極的に参加し、血友病に関連するイベントに頻繁に出席している。
2015年1月に慈善信託を通じて、アーンドラ病院で医療支援を必要としている乳児のために、治療費負担することを表明した。この合意ではサマンタ、アーンドラ病院、乳児の両親がそれぞれ1/3ずつ治療費を負担することになっている。同年11月には、6か月未満の乳児のロタウイルスワクチン接種費用を全額負担する契約をアーンドラ病院と締結し、同月末にはマダプールで臓器提供の宣誓を行い、自身のファンにも臓器提供に登録するように呼びかけている。また、撮影のためにハイデラバードに滞在していた時期に2015年南インド洪水が発生した際にはテルグ語映画界が主催する救援プログラム「マナ・マドラス・コーサム」に参加し、ラーマナイドゥ・スタジオで救援物資の集積活動を通してテルグ語話者に対してチェンナイに救援物資を送るサポートをするように訴えた。さらに出身地パラヴァラムで行われた救援活動を呼びかけるイベントに300万ルピーを寄付している。このほか、テランガーナ州とアーンドラ・プラデーシュ州の手織り業従事者を支援するため、手織り機で作られたサリーを着た写真を公開し、2017年にテランガーナ州政府と連携して手織り業従事者を支援するベンチャー事業「Tweave」を立ち上げている。また、同年にはテランガーナ州政府から手織り大使に任命されている。

## 私生活

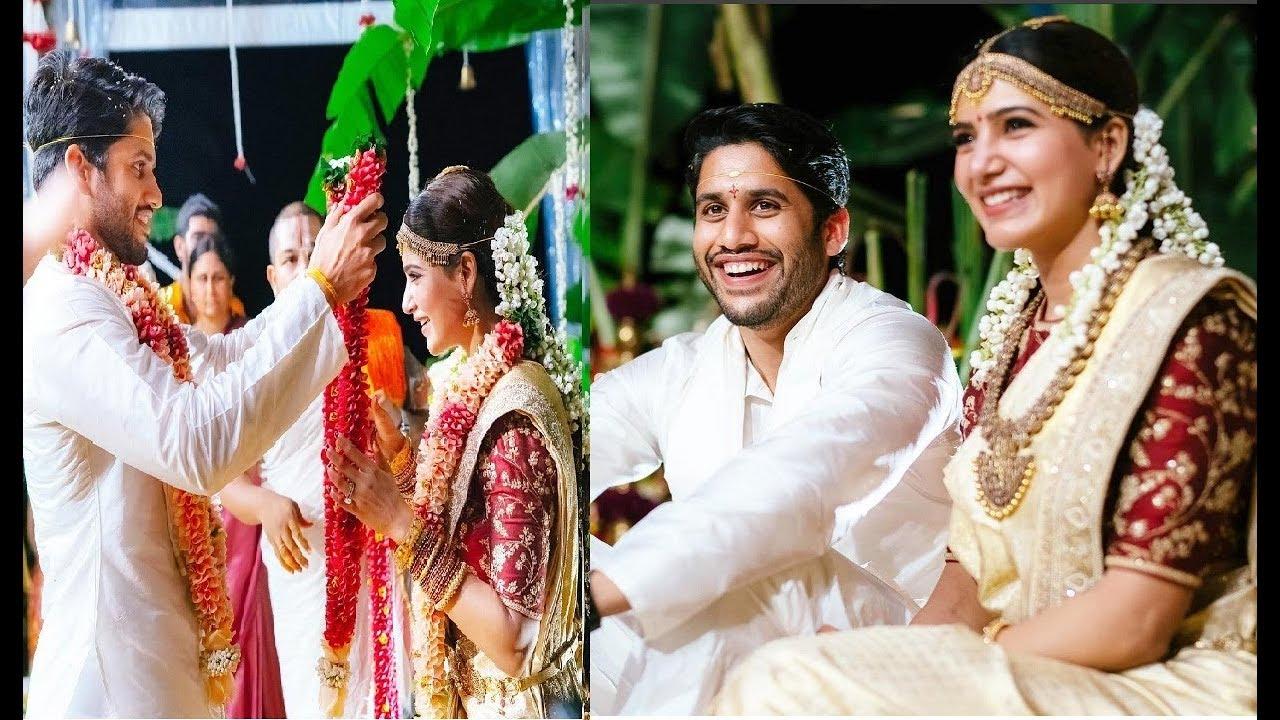
サマンタとナーガ・チャイタニヤの結婚式（2018年）

2012年に体調不良から2か月間の休業を余儀なくされ、複数の企画を降板することになった。その結果、サマンタは免疫障害を発症したことに加え、抗生物質が効かない体質だったこともあり症状は悪化したという。その後、2022年6月以降ソーシャルメディアの更新が途絶えたことから健康悪化（皮膚病の再発）説が流れたものの、彼女の広報は健康悪化説を否定している。この健康悪化説に関して、サマンタは10月29日に皮膚筋炎を患っていることを公表した。
彼女はデビュー作となった『Ye Maaya Chesave』で共演したことをきっかけにナーガ・チャイタニヤと交際を始め、2017年1月29日にハイデラバードで婚約を発表した。その後、同年10月6日にゴア州でヒンドゥー教形式の結婚式を執り行い、翌7日にはキリスト教形式の結婚式を挙げ、彼女は南インド映画界の名門アッキネーニ家の一員となり、「サマンタ・アッキネーニ（Samantha Akkineni）」に改名した。しかし、2021年7月31日にソーシャルメディアのアカウント名から「アッキネーニ」の文字を削除したことからナーガ・チャイタニヤとの別居説が流れ、10月2日に離婚したことを発表した。
2020年9月28日に婦人服ブランド「サーキ・ワールド」を立ち上げている。2023年8月にはニューヨーク・マンハッタンで開催された独立記念日パレードに主賓として招待された。

## トラブル

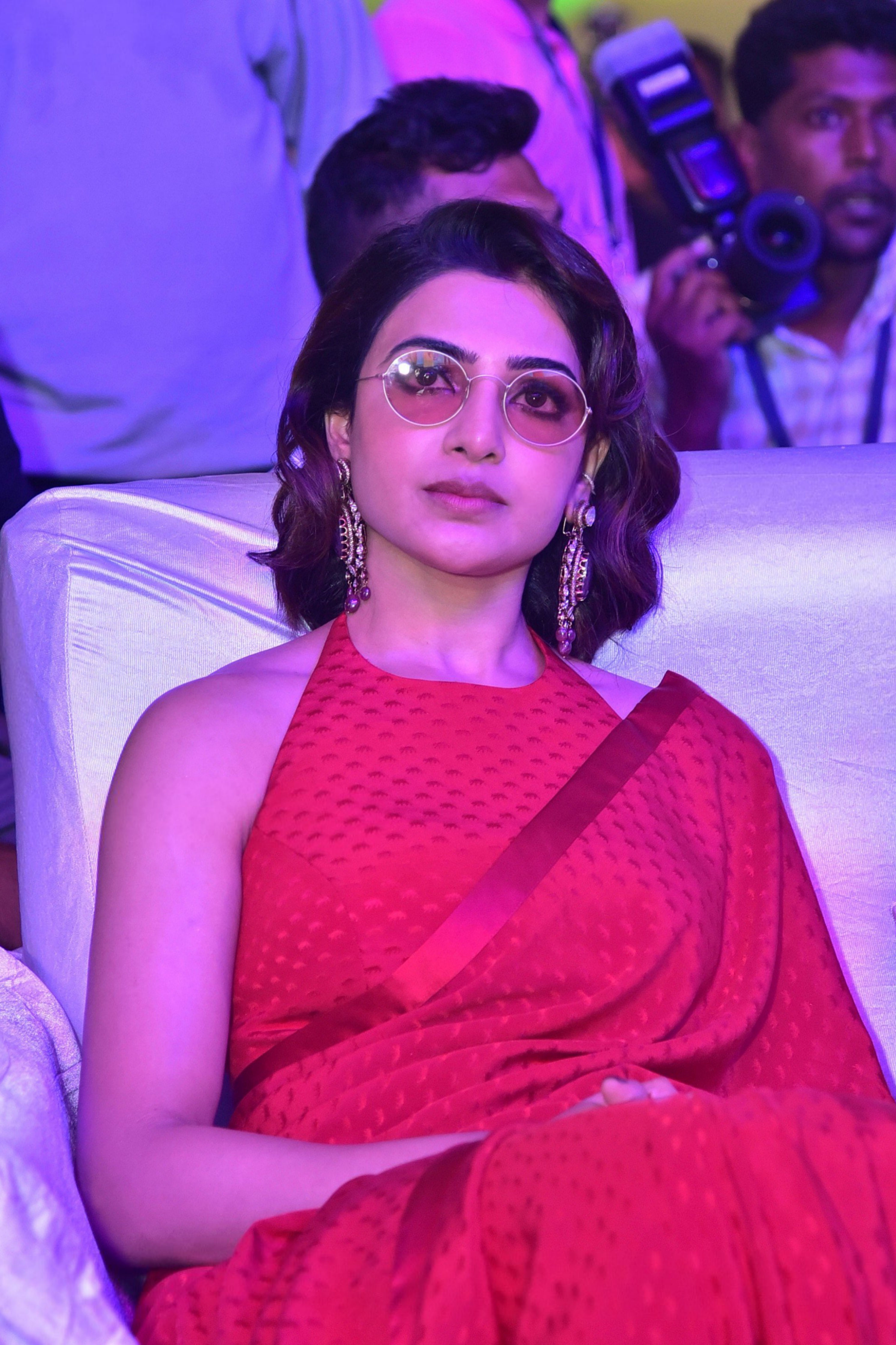
『Kushi』のミュージカル・コンサートに出席するサマンタ（2023年）

サマンタはTwitterの発言で何度も論争を巻き起こしており、2013年12月に『1: Nenokkadine』の宣伝ポスターが公開された際には、クリティ・サノンがマヘーシュ・バーブの後ろを這う姿が描かれたことに対し、「女性を動物のように描くことは不快であり、時代に逆行している」と批判した。この発言はマヘーシュ・バーブのファンの怒りを買い、インターネット上で彼女を批判する声が挙がり、映画界ではシッダールト、シェーカル・カンムラ、B・V・ナンディニ・レッディがサマンタの発言を支持するなど意見が分かれ、最終的にマヘーシュ・バーブが謝罪する事態になった。また、『Manam』への出演が極秘扱いされていたアキル・アッキネーニの存在を公式発表前に明かしたり、流出した『10 Endrathukulla』の海賊版の映像をリツイートしたことも批判されている。
2024年7月にInstagramのストーリーに過酸化水素吸入器を使用している写真を投稿し、呼吸器系のウイルス感染対策に使用するように訴えたが、肝臓専門医のシリアク・アビー・フィリップスはXのアカウントで「彼女は健康と科学についての知識に疎いようだ」と批判し、参考文献を提示しつつ吸入器の使用は肺に悪影響を及ぼす可能性があると指摘している。2人の投稿をきっかけに、ソーシャルメディア上でサマンタの「危険であり、かつ有害な訴え」について論争が巻き起こり、彼女はInstagramで「善意でシェアしたもので、誰かを傷つけるつもりはありませんでした」と投稿する一方、吸入器の使用は医師として25年の経験を持つ主治医からの助言であり、フィリップスに対しては「私ではなく、私の主治医に対して意見を言うべきだった」と反論している。これに対して、フィリップスは「私はサマンタの健康状態について理解しており、彼女の回復を願っています。意見の伝え方によって、彼女が不安や不快な気持ちを感じたのであれば、申し訳ないと思っています。私が指摘したかったのは、彼女の弱さに付け込み、自分の利益のために誤った医療情報を売り込む医者たちについてだったのです。慢性的な疾患に苦しむ患者たちは、セーフティネットと聖域の中に留まるために、エビデンスに基づいた医療行為を受け続けることを強く勧めます」とコメントし、サマンタに吸入器の使用を勧めた医師たちを「詐欺師」「ビジネスマン」と批判している。
2015年9月にチェンナイ在住の俳優10人を対象にした税務調査の結果、税務当局は俳優たちが合計2億5000万ルピーの脱税をしていたと発表し、脱税を指摘された俳優の中にはサマンタが含まれていた。これに対して彼女は「脱税の事実はない」と反論している。

## フィルモグラフィー

### 映画
| 年   | 作品                                                  | 役名                                                        | 言語                | 備考                                     |
| ---- | ----------------------------------------------------- | ----------------------------------------------------------- | ------------------- | ---------------------------------------- |
| 2010 | Vinnaithaandi Varuvaayaa                              | ナンディニ                                                  | タミル語            | カメオ出演                               |
| 2010 | Ye Maaya Chesave                                      | ジェシー                                                    | テルグ語            |                                          |
| 2010 | Baana Kaathadi                                        | プリヤー                                                    | タミル語            |                                          |
| 2010 | Moscowin Kavery                                       | カヴェリー                                                  | タミル語            |                                          |
| 2010 | ブリンダーヴァナム 恋の輪舞                           | インドゥ                                                    | テルグ語            |                                          |
| 2011 | Nadunisi Naaygal                                      | 精神病院の患者                                              | タミル語            | カメオ出演                               |
| 2011 | Dookudu                                               | プラシャンティ                                              | テルグ語            |                                          |
| 2012 | Ekk Deewana Tha                                       | サマンタ                                                    | ヒンディー語        | カメオ出演                               |
| 2012 | マッキー                                              | ビンドゥ                                                    | テルグ語            | 多言語映画                               |
| 2012 | Naan Ee                                               | ビンドゥ                                                    | タミル語            | 多言語映画                               |
| 2012 | Neethaane En Ponvasantham / Yeto Vellipoyindhi Manasu | ニティヤー・ヴァスデーヴァン / ニティヤー・イエラヴァルティ | タミル語 / テルグ語 | 多言語映画                               |
| 2013 | ジャスミンの花咲く家                                  | ギーター                                                    | テルグ語            |                                          |
| 2013 | Jabardasth                                            | シュレヤ                                                    | テルグ語            |                                          |
| 2013 | Theeya Velai Seiyyanum Kumaru                         | 本人役                                                      | タミル語            | カメオ出演                               |
| 2013 | Attarintiki Daredi                                    | サシ                                                        | テルグ語            |                                          |
| 2013 | Ramayya Vasthavayya                                   | アーカールシャ                                              | テルグ語            |                                          |
| 2014 | Manam                                                 | クリシュナヴェニ、プリヤー                                  | テルグ語            |                                          |
| 2014 | Autonagar Surya                                       | シリシャ                                                    | テルグ語            |                                          |
| 2014 | Alludu Seenu                                          | アンジャーリ                                                | テルグ語            |                                          |
| 2014 | Anjaan                                                | ジーヴァー                                                  | タミル語            |                                          |
| 2014 | Rabhasa                                               | インドゥ                                                    | テルグ語            |                                          |
| 2014 | カッティ 刃物と水道管                                 | アンキター                                                  | タミル語            |                                          |
| 2015 | S/O Satyamurthy                                       | サミーラ                                                    | テルグ語            |                                          |
| 2015 | 10 Endrathukulla                                      | シャキラ、ガドギ・モーイ                                    | タミル語            |                                          |
| 2015 | Thanga Magan                                          | ヤムナー                                                    | タミル語            |                                          |
| 2016 | バンガロール・デイズ                                  | グレース・フランシス                                        | タミル語            | カメオ出演                               |
| 2016 | 火花 Theri                                            | ミトラ・ヴィジャヤクマール                                  | タミル語            |                                          |
| 2016 | 24                                                    | サティヤ                                                    | タミル語            |                                          |
| 2016 | Brahmotsavam                                          |                                                             | テルグ語            |                                          |
| 2016 | A Aa                                                  | アナスーヤ・ラーマリンガム                                  | テルグ語            |                                          |
| 2016 | ジャナタ・ガレージ                                    | ブッジ                                                      | テルグ語            |                                          |
| 2017 | Raju Gari Gadhi 2                                     | アムルータ                                                  | テルグ語            |                                          |
| 2017 | マジック                                              | ターラー                                                    | タミル語            |                                          |
| 2018 | ランガスタラム                                        | ラーマラクシュミ                                            | テルグ語            |                                          |
| 2018 | 伝説の女優 サーヴィトリ                               | マドゥラワーニ                                              | テルグ語            |                                          |
| 2018 | Irumbu Thirai                                         | ラティ・デーヴィ                                            | タミル語            |                                          |
| 2018 | Seemaraja                                             | スダーンティラ・セルヴィ（シランブ・セルヴィ）              | タミル語            |                                          |
| 2018 | U Turn                                                | ラチャナ                                                    | タミル語、テルグ語  | 多言語映画                               |
| 2019 | Super Deluxe                                          | ヴァエンブ                                                  | タミル語            |                                          |
| 2019 | Majili                                                | スラヴァニ                                                  | テルグ語            |                                          |
| 2019 | Oh! あやしいベイビー                                  | B・スワティ                                                 | テルグ語            |                                          |
| 2019 | Manmadhudu 2                                          | 建築学科の学生                                              | テルグ語            | カメオ出演                               |
| 2020 | Jaanu                                                 | S・ジャーナキ・デーヴィ（ジャーヌ）                         | テルグ語            |                                          |
| 2021 | プシュパ 覚醒                                         | ダンサー                                                    | テルグ語            | 「Oo Antava Oo Oo Antava」歌曲シーン出演 |
| 2022 | 2つの愛が進行中                                       | カティジャ・ベーグム                                        | タミル語            |                                          |
| 2022 | Yashoda                                               | ヤショーダ                                                  | テルグ語            |                                          |
| 2023 | Shaakuntalam                                          | シャクンタラー                                              | テルグ語            |                                          |
| 2023 | Kushi                                                 | アラーディヤ                                                | テルグ語            |                                          |

### テレビシリーズ
| 年        | 作品                   | 役名                             | 言語         | 備考       |
| --------- | ---------------------- | -------------------------------- | ------------ | ---------- |
| 2020      | Bigg Boss Season 4     | 司会                             | テルグ語     | 特別回     |
| 2020-2021 | Sam Jam                | 司会                             | テルグ語     | トーク番組 |
| 2021      | ファミリー・マン       | ラージャラクシュミ・シェーカラン | ヒンディー語 | シーズン2  |
| 2024      | シタデル ハニー バニー | エージェント・ハニー             | ヒンディー語 |            |

### ミュージックビデオ
| 年   | 作品                            | 作曲家           | 言語     |
| ---- | ------------------------------- | ---------------- | -------- |
| 2010 | Semmozhiyaana Thamizh Mozhiyaam | A・R・ラフマーン | タミル語 |

## 評価

### 人物評

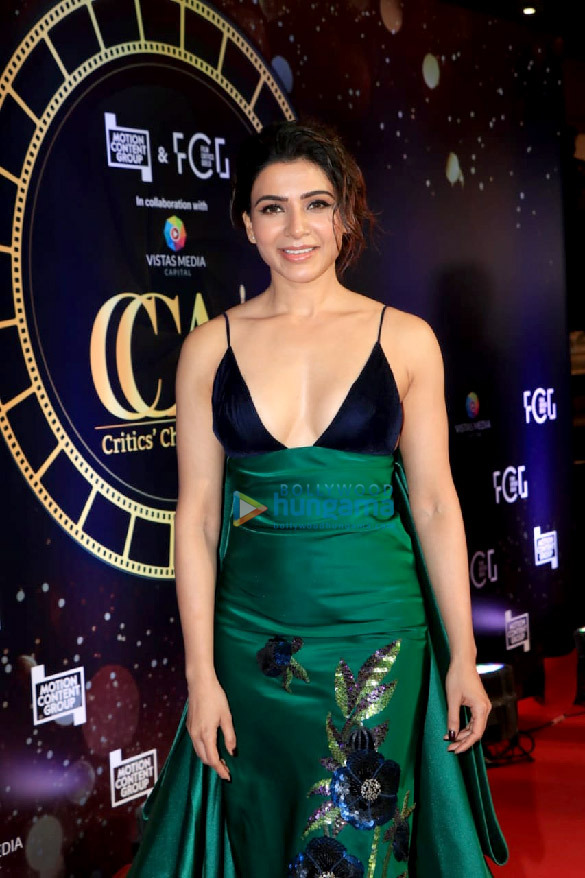
クリティクス・チョイス・フィルム・アワード授賞式に出席するサマンタ（2022年）

『Ye Maaya Chesave』の成功と、その後に出演した映画の立て続けてのヒットを受け、2014年に『Rediff.com』はサマンタを「テルグ語映画界で最も人気のある女優」に選出した。また、『ザ・タイムズ・オブ・インディア』が選ぶ「最も魅力的な女性」の17位（2019年）、34位（2020年）にランクインしており、2022年3月にはナヤンターラに次いで南インド映画界で2番目に出演料が高額な女優であることが報じられた。彼女はキャリアの初期には強い意志を持つ女性役を好んで選んでおり、これについて『ザ・タイムズ・オブ・インディア』は「映画の脚本は彼女の演じるキャラクターを中心に執筆されており、すべてのトップ俳優、監督、プロデューサーの共演希望リストに彼女の名前が入っている」と評価している。当初はプロデューサーたちから「縁起物」として出演を持ちかけられており、こういった「運命」がキャリアの形成に一役買ったことをサマンタは認めているが、一方で「より美しく、より才能のある女性はたくさんいるので、私は自分の名前が"努力の代名詞"になることを望んでいます」と語っている。また、「良質な作品に出演できるなら、出演料にはこだわらない」とも語っており、ガウタム・ヴァスデーヴ・メーナン作品に出演する際には出演料を低く抑えており、S・S・ラージャマウリの『マッキー』に出演する際には、高額な出演料を提示されたほかの作品の出演を辞退したという。
2010年代後半からは男性主人公主体の映画に出演するようになり、これについてサマンタは「南インド映画界には、自己が確立された女性を演じる場所が用意されておらず、男性優位の世界なんです」と映画界の現状を問題提起している。また、2014年に出演した『Anjaan』で演じた役柄について「市場に顔を覚えてもらうためには、こういった映画に出演することも必要なんです。南インド映画界では大衆映画こそが観客に求めらる映画なんです。ただ、どこにでもいそうな隣家の少女という型にはめられるのは嫌なんです。多くの批評家たちが"サマンタに魅力的な女性役は似合わない"と言いました。だからこそ、『Anjaan』ではどんなキャラクターでも演じられることを証明したかったんです」と語っている。しかし、2015年にはこういった作品への出演に対して不満を感じ、「満足できる役がもらえないなら、女優を辞める」とも語っている。
サマンタはテルグ語とタミル語に堪能なこともあり、テルグ語映画・タミル語映画を中心に活動している。その反面、『Assi Nabbe Poorey Sau』の企画が取り下げになったことや、南インドの観客の方が自分を受け入れてくらるという理由からヒンディー語映画への進出については考えていないという。一方、彼女は人気の高さからインド全域で複数の企業のブランド大使を務めており、女優としてはヴィジャイ、スーリヤ、ナーガ・チャイタニヤ、ナーニ、マヘーシュ・バーブ、N・T・ラーマ・ラオ・ジュニアなどの人気俳優と何度も共演している。また、同世代の女優の中ではアヌシュカ・シェッティ、ニティヤー・メーノーン、サイ・パラヴィの演技を高く評価している。

### 受賞歴
| 年                                                 | 部門                             | 作品                          | 結果       | 出典            |
| 栄典                                               | 栄典                             | 栄典                          | 栄典       | 栄典            |
| -------------------------------------------------- | -------------------------------- | ----------------------------- | ---------- | --------------- |
| 2022年                                             | チャンピオン・オブ・チェンジ賞   | N/A                           | 受賞       | [ 179 ] [ 180 ] |
| フィルムフェア賞 南インド映画部門                  |                                  |                               |            |                 |
| 2011年                                             | テルグ語映画部門主演女優賞       | 『Ye Maaya Chesave』          | ノミネート | [ 181 ]         |
| 2011年                                             | 新人女優賞                       | 『Ye Maaya Chesave』          | 受賞       | [ 181 ]         |
| 2012年                                             | テルグ語映画部門主演女優賞       | 『Dookudu』                   | ノミネート | [ 182 ] [ 183 ] |
| 2013年                                             | テルグ語映画部門主演女優賞       | 『マッキー』                  | 受賞       | [ 184 ]         |
| 2013年                                             | タミル語映画部門主演女優賞       | 『Neethaane En Ponvasantham』 | 受賞       | [ 184 ]         |
| 2014年                                             | テルグ語映画部門主演女優賞       | 『Attarintiki Daredi』        | ノミネート | [ 185 ]         |
| 2015年                                             | テルグ語映画部門主演女優賞       | 『Manam』                     | ノミネート | [ 186 ] [ 187 ] |
| 2015年                                             | タミル語映画部門主演女優賞       | 『カッティ 刃物と水道管』     | ノミネート | [ 186 ] [ 187 ] |
| 2017年                                             | テルグ語映画部門主演女優賞       | 『A Aa』                      | 受賞       | [ 188 ] [ 189 ] |
| 2017年                                             | タミル語映画部門主演女優賞       | 『火花 Theri』                | ノミネート | [ 188 ] [ 189 ] |
| 2017年                                             | タミル語映画部門主演女優賞       | 『24』                        | ノミネート | [ 188 ] [ 189 ] |
| 2019年                                             | テルグ語映画部門主演女優賞       | 『ランガスタラム』            | ノミネート | [ 190 ]         |
| 2019年                                             | テルグ語映画部門助演女優賞       | 『伝説の女優 サーヴィトリ』   | ノミネート | [ 190 ]         |
| 2024年                                             | テルグ語映画部門主演女優賞       | 『Yashoda』                   | ノミネート | [ 191 ]         |
| 2024年                                             | テルグ語映画部門主演女優賞       | 『Shaakuntalam』              | ノミネート | [ 192 ]         |
| フィルムフェアOTT賞                                |                                  |                               |            |                 |
| 2021年                                             | ドラマシリーズ主演女優賞         | 『ファミリー・マン』          | 受賞       | [ 193 ] [ 194 ] |
| 南インド国際映画賞                                 |                                  |                               |            |                 |
| 2012年                                             | テルグ語映画部門主演女優賞       | 『Dookudu』                   | ノミネート | [ 195 ]         |
| 2013年                                             | タミル語映画部門主演女優賞       | 『Neethaane En Ponvasantham』 | ノミネート |                 |
| 2013年                                             | テルグ語映画部門主演女優賞       | 『マッキー』                  | ノミネート |                 |
| 2014年                                             | テルグ語映画部門主演女優賞       | 『Attarintiki Daredi』        | 受賞       | [ 196 ]         |
| 2015年                                             | テルグ語映画部門主演女優賞       | 『Manam』                     | ノミネート | [ 197 ]         |
| 2015年                                             | テルグ語映画部門審査員選出女優賞 | 『Manam』                     | 受賞       | [ 197 ]         |
| 2015年                                             | タミル語映画部門主演女優賞       | 『カッティ 刃物と水道管』     | ノミネート | [ 197 ]         |
| 2016年                                             | テルグ語映画部門主演女優賞       | 『S/O Satyamurthy』           | ノミネート | [ 198 ] [ 199 ] |
| 2016年                                             | 若手アイコン賞                   | N/A                           | 受賞       | [ 198 ] [ 199 ] |
| 2017年                                             | テルグ語映画部門主演女優賞       | 『A Aa』                      | ノミネート | [ 200 ]         |
| 2017年                                             | タミル語映画部門主演女優賞       | 『火花 Theri』                | ノミネート | [ 200 ]         |
| 2019年                                             | テルグ語映画部門主演女優賞       | 『ランガスタラム』            | ノミネート | [ 201 ] [ 202 ] |
| 2019年                                             | テルグ語映画部門審査員選出女優賞 | 『ランガスタラム』            | 受賞       | [ 201 ] [ 202 ] |
| 2019年                                             | タミル語映画部門主演女優賞       | 『Irumbu Thirai』             | ノミネート | [ 201 ] [ 202 ] |
| 2019年                                             | 女性スタイル・アイコン賞         | N/A                           | 受賞       | [ 201 ] [ 202 ] |
| 2021年                                             | テルグ語映画部門主演女優賞       | 『Oh! あやしいベイビー』      | 受賞       | [ 203 ]         |
| 2023年                                             | テルグ語映画部門主演女優賞       | 『Yashoda』                   | ノミネート | [ 204 ]         |
| IIFAウトサヴァム                                   |                                  |                               |            |                 |
| 2017年                                             | テルグ語映画部門主演女優賞       | 『A Aa』                      | 受賞       | [ 205 ] [ 206 ] |
| 2017年                                             | テルグ語映画部門主演女優賞       | 『火花 Theri』                | ノミネート | [ 205 ] [ 206 ] |
| 2024年                                             | インド映画女性賞                 | N/A                           | 受賞       | [ 207 ]         |
| タミル・ナードゥ州映画賞                           |                                  |                               |            |                 |
| 2013年                                             | 特別賞                           | 『Neethaane En Ponvasantham』 | 受賞       | [ 208 ] [ 209 ] |
| ナンディ賞                                         |                                  |                               |            |                 |
| 2011年                                             | 審査員特別賞                     | 『Ye Maaya Chesave』          | 受賞       | [ 210 ]         |
| 2017年                                             | 主演女優賞                       | 『Yeto Vellipoyindhi Manasu』 | 受賞       | [ 211 ]         |
| アーナンダ・ヴィカタン映画賞                       |                                  |                               |            |                 |
| 2013年                                             | 主演女優賞                       | 『Neethaane En Ponvasantham』 | 受賞       |                 |
| 2019年                                             | 主演女優賞                       | 『Super Deluxe』              | ノミネート |                 |
| ヴィジャイ・アワード                               |                                  |                               |            |                 |
| 2011年                                             | 新人女優賞                       | 『Baana Kaathadi』            | ノミネート |                 |
| 2013年                                             | フェイバリット女優賞             | 『Neethaane En Ponvasantham』 | 受賞       | [ 212 ]         |
| 2013年                                             | 主演女優賞                       | 『Neethaane En Ponvasantham』 | ノミネート | [ 212 ]         |
| 2018年                                             | フェイバリット女優賞             | 『マジック』                  | ノミネート |                 |
| サントーシャム南インド映画賞                       |                                  |                               |            |                 |
| 2013年                                             | 主演女優賞                       | 『マッキー』                  | 受賞       | [ 51 ]          |
| 2014年                                             | 主演女優賞                       | 『Attarintiki Daredi』        | 受賞       | [ 213 ]         |
| 2017年                                             | 主演女優賞                       | 『A Aa』                      | 受賞       | [ 214 ]         |
| CineMAA賞                                          |                                  |                               |            |                 |
| 2011年                                             | 新人女優賞                       | 『Ye Maaya Chesave』          | 受賞       | [ 215 ]         |
| 2013年                                             | 主演女優賞                       | 『マッキー』                  | 受賞       | [ 216 ]         |
| 2015年                                             | 主演女優賞                       | 『Manam』                     | 受賞       | [ 217 ]         |
| インディアン・フィルム・フェスティバル・メルボルン |                                  |                               |            |                 |
| 2021年                                             | ウェブシリーズ女優賞             | 『ファミリー・マン』          | 受賞       | [ 218 ]         |